# Geschichte des Buddhismus

Verbreitung des Buddhismus: Dunkelorange: Ursprung (6. Jahrhundert v. Chr. bis 4. Jahrhundert v. Chr.), Orange: Buddhistische Mehrheit, Gelb: Buddhistische Einflüsse, Roter Pfeil: Mahayana, Grüner Pfeil: Theravada, Blauer Pfeil: Tantra-Vajrayana

Die Geschichte des Buddhismus reicht vom 6. Jahrhundert v. Chr. bis in die Gegenwart. Ausgehend von der Geburt des Religionsstifters Siddharta Gautama in Lumbini im heutigen Nepal ist der Buddhismus heute eine der ältesten durchgehend praktizierten Religionen. Vom Nordosten des indischen Subkontinents verbreitete sich der Buddhismus in Zentral-, Ost- und Südostasien. Zu seiner Entwicklung gehören zahlreiche Bewegungen, Spaltungen und Schulen, vor allem die Traditionen der Theravada, Mahayana und Vajrayana.

## Siddharta Gautama

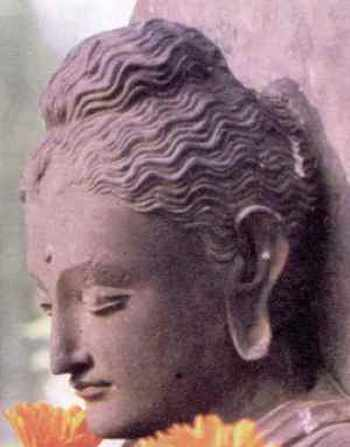
Siddhartha Gautama. Statue auf dem Pauenhof in Hamb in der Darstellung als Buddha Shakyamuni (Der Weise aus dem Geschlecht der Shakya)

Die Lebensdaten Siddharta Gautamas werden herkömmlich mit 563–483 v. Chr. angegeben. Laut heutigem Stand schwanken die Datierung des Todes zwischen 420 und 368 v. Chr. Nach der Überlieferung wurde er in Lumbini im damaligen Fürstentum Kapilavastu, im heutigen Nepal, als Sohn des Herrscherhauses von Shakya geboren und wuchs in wohlhabenden Verhältnissen auf. Daher stammt sein Name Shakyamuni (Weiser aus dem Hause Shakya).
Im Alter von 16 Jahren, so die Erzählung, wurde er vermählt, 13 Jahre später wurde sein Sohn geboren. Im Alter von 29 Jahren erkannte Siddharta, dass Leid wie Altern, Krankheit, Tod und Schmerz untrennbar mit dem Leben verbunden ist, und dass sein weltliches Wissen und sein Reichtum nichts zur Linderung dessen beitragen kann. Sieben Jahre der Askese, des Studiums und danach der Meditation führten ihn schließlich auf den Weg der Mitte, wo er durch die Meditation sein inneres Potential entfalten konnte. Unter einer Pappelfeige, dem Bodhibaum (Baum der Erleuchtung) im heutigen Nordindien hatte er das Erlebnis des Erwachens (Bodhi) und erlangte Erleuchtung. Wenig später hielt er im heutigen Sarnath seine erste Lehrrede, mit der er den Grundstein des Dharmachakra legte.
Danach verbrachte er den Rest seines Lebens als Buddha mit der Unterweisung und Weitergabe der buddhistischen Lehre. Seine vierfache Gemeinschaft bestand aus den Mönchen und Nonnen, des buddhistischen Mönchtums sowie aus männlichen und weiblichen Laien.
Buddha starb im Alter von etwa 80 Jahren in Kusinara in einem Hain voll blühender Bäume. Mit seinem Tod beginnt die Buddhistische Zeitrechnung.

## Frühe Geschichte

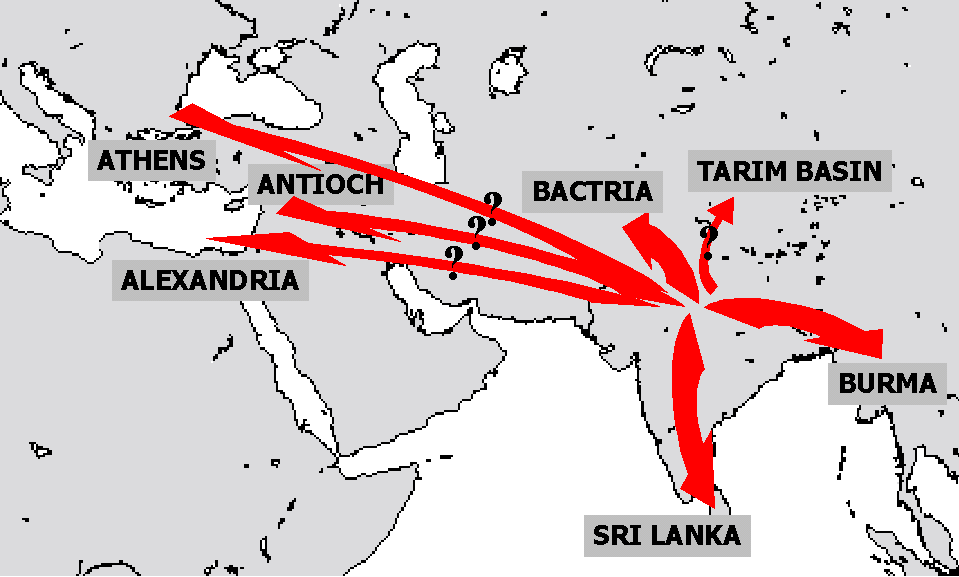
Buddhistische Gesandtschaften zur Zeit des Ashoka

Der Legende nach versammelte Buddha Shakyamuni kurz vor seinem Tod seine Mönche um sich und drehte schweigend eine Lotusblume zwischen seinen Fingern. Alle Mönche waren ratlos, bis auf Mahakashyapa, der hingegen lächelte und alles wortlos verstand. Damit wurde das Rad der Lehre (Dharma) in Bewegung gesetzt und Mahakashyapa der erste buddhistische Patriarch. Dieser Verlauf hat im späteren Zen-Buddhismus eine große Bedeutung. Da das Wesentliche der Lehre nicht schriftlich vorhanden war, wurde sie fortan immer von Lehrer zu Schüler weitergegeben.
Drei Monate nach dem Tod des Buddha traten seine Schüler in Rajagarha zum ersten buddhistischen Konzil (sangiti) zusammen, um den Dhamma (die Lehre) und die Vinaya (die Mönchsregeln) zu besprechen und gemäß den Unterweisungen des Buddha festzuhalten. Beim zweiten Konzil, etwa 100 Jahre später, spaltete sich der buddhistische Orden in zwei Hauptrichtungen, aus denen sich später der Hinayana- und der Mahayana-Buddhismus entwickelten. Hinayana bedeutet das kleine Fahrzeug, und Mahayana das große Fahrzeug. Die Anhänger der Mahayana waren nämlich der Meinung, dass ihre Ziele größer seien als solche der Anhänger der Hinayana, der alten Weisheitsschule. Beim Hinayana wünscht sich der oder die Übende persönlich die Befreiung von allem Leiden. Die heute noch verbleibende Lehre des Hinayana ist der Theravada-Buddhismus (Lehre der Alten).
Während der Regierungszeit des Kaisers Ashoka (268–232 v. Chr.) verbreitete sich der Buddhismus über ganz Indien und weit darüber hinaus. Zu dieser Zeit fand auch das dritte buddhistische Konzil statt. Ashoka führte sein Land durch die Verwirklichung der buddhistischen Prinzipien durch Gewaltlosigkeit und Frieden zur kulturellen Blüte. Er ließ Klöster und andere Gebäude bauen und schickte Mönche in alle Himmelsrichtungen. In Ceylon wurden im 1. Jahrhundert vor Christus Texte des Theravada-Buddhismus auf Palmblätter niedergeschrieben. Dadurch verbreitete sich die Lehre in den Nachbarländern Myanmar, Kambodscha, Laos und Thailand.
In Indien wurde der Buddhismus zum Teil mit dem älteren Hinduistischen Gedankengut verschmolzen. Damit wurde der Buddhismus in seinem Ursprungsland seiner geistigen Zentren beraubt. Heute ist nur noch weniger als 1 % der indischen Bevölkerung buddhistisch.

## Sramana-Bewegung und der frühe Buddhismus
Schmidt-Leukel (2022, 2006/2016)  führt die Entstehung des Buddhismus in das 5. Jahrhundert v. Chr. zurück, auf Teile einer asketischen Bewegung, Śramaņa genannt, die sich gegen die traditionellen Lehren und Rituale der brahmanischen Religion in Indien auflehnten. Diese Bewegung konstituierte sich zwischen dem 6. und 4. Jahrhundert v. Chr. (Upanishaden, spätvedische Zeit) in Indien. Die spätvedische Zeit (ca. 850–600 v. Chr.) war u. a. charakterisiert durch den Beginn der Urbanisierung und Reichsbildung. Seit etwa 600 v. Chr. können mehr als ein dutzend Königtümer beschrieben werden. In dieser Phase entwickelten sich viele Städte, in denen Handel getrieben wurde, militärisch gewannen domestizierte Elefanten an Bedeutung. In der Landwirtschaft wurde die Reisproduktion verbessert. Im 5. Jahrhundert schließlich legte König Bimbisara das Fundament für die dominierende Stellung des Reiches von Magadha.

## Zen-Buddhismus

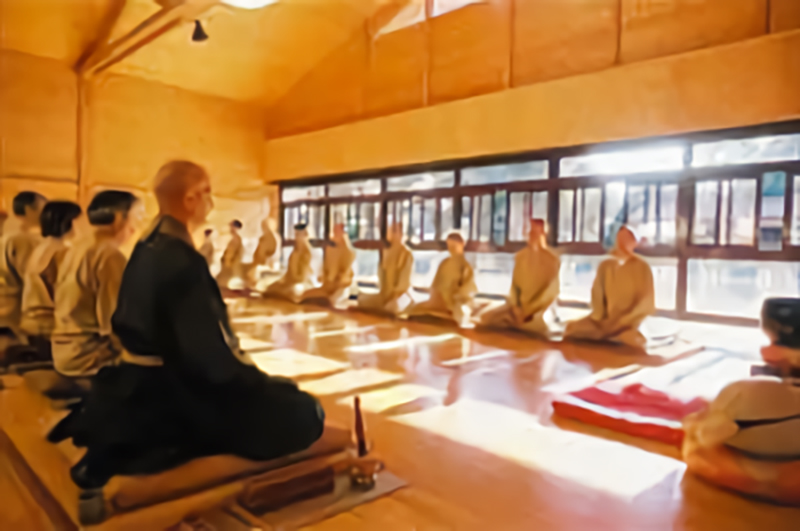
Zazen, wie es im Rinzai-Zen praktiziert wird.

Als Begründer des Chan-Buddhismus gilt der indische Mönch Bodhidharma (* um 440; † um 528). Er ist der 28. Nachfolger Buddhas. Über Korea und China gelangten verschiedene Formen des Buddhismus um 1200 auch nach Japan, wo sich der Chan-Buddhismus allmählich zur heute geläufigeren Variante Zen-Buddhismus formte. Hierbei entspricht Zen der sino-japanischen Lesung desselben chinesischen Schriftzeichens (chin. 禪 pinyin: Chán, jap. Zen). Beiden gemein ist der besondere Fokus auf den buddhistischen Aspekt der Kontemplation oder der geistigen Versenkung und Vergegenwärtigung im Alltag. Große Bedeutung und Verbreitung erlangten nur die Schulen des Zen-Buddhismus. Neben körperlicher Arbeit und gemeinsamer Rezitation steht im Zen-Buddhismus die Meditation und daraus resultierende Konzentration im Vordergrund.
Eine wichtige Praxis des Zen ist das lange Sitzen mit ineinander geschlagenen Beinen, das sogenannte Zazen. Weiterhin werden meditative Handlung im Zen in ganz unterschiedlichen Tätigkeiten ausgeübt, wie z. B. Sadō (oder Chadō) – der Weg der Teezeremonie (Teeweg), Shodō – der Weg der Schreibkunst, Kadō (auch: Ikebana) – der Weg des Blumenarrangements, Suizen – das kunstvolle Spiel der Shakuhachi-Bambusflöte, Zengarten – die Kunst der Gartengestaltung, Kyūdō – die Kunst des Bogenschießens oder Budō – der Weg des Krieges.

## 1. bis 10. Jahrhundert n. Chr.
Die Lehre der Mahayana verbreitete sich im Osten Indiens nach Südostasien und in Richtung Norden nach China und Korea. Schließlich kam der Mahayana im 6. Jahrhundert nach Japan und im 7. Jahrhundert nach Tibet.
Nach dem Ende des Kuschanischen Reiches blühte der Buddhismus in Indien während des Gupta-Reiches (4.–6. Jahrhundert). Es wurden Schulen der Mahayana gebaut, vor allem im Nordosten Indiens, wo große und einflussreiche buddhistische Schulen für viele Jahrhunderte entstanden. Der Einfluss des Gupta-Stils prägte die buddhistische Kunst. Xuanzang berichtete in seinen Reisen durch Indien im 7. Jahrhundert, dass die größte Ausbreitung des Buddhismus in den heutigen Bundesstaaten Andhra Pradesh und Tamil Nadu zu sehen ist. Im 10. Jahrhundert erlitt der Buddhismus einen starken Rückgang in Indien.
Siehe auch: Buddhismus in China, Buddhismus in Tibet, Buddhismus in Japan, Buddhismus in Korea

## Ab dem 11. Jahrhundert n. Chr.

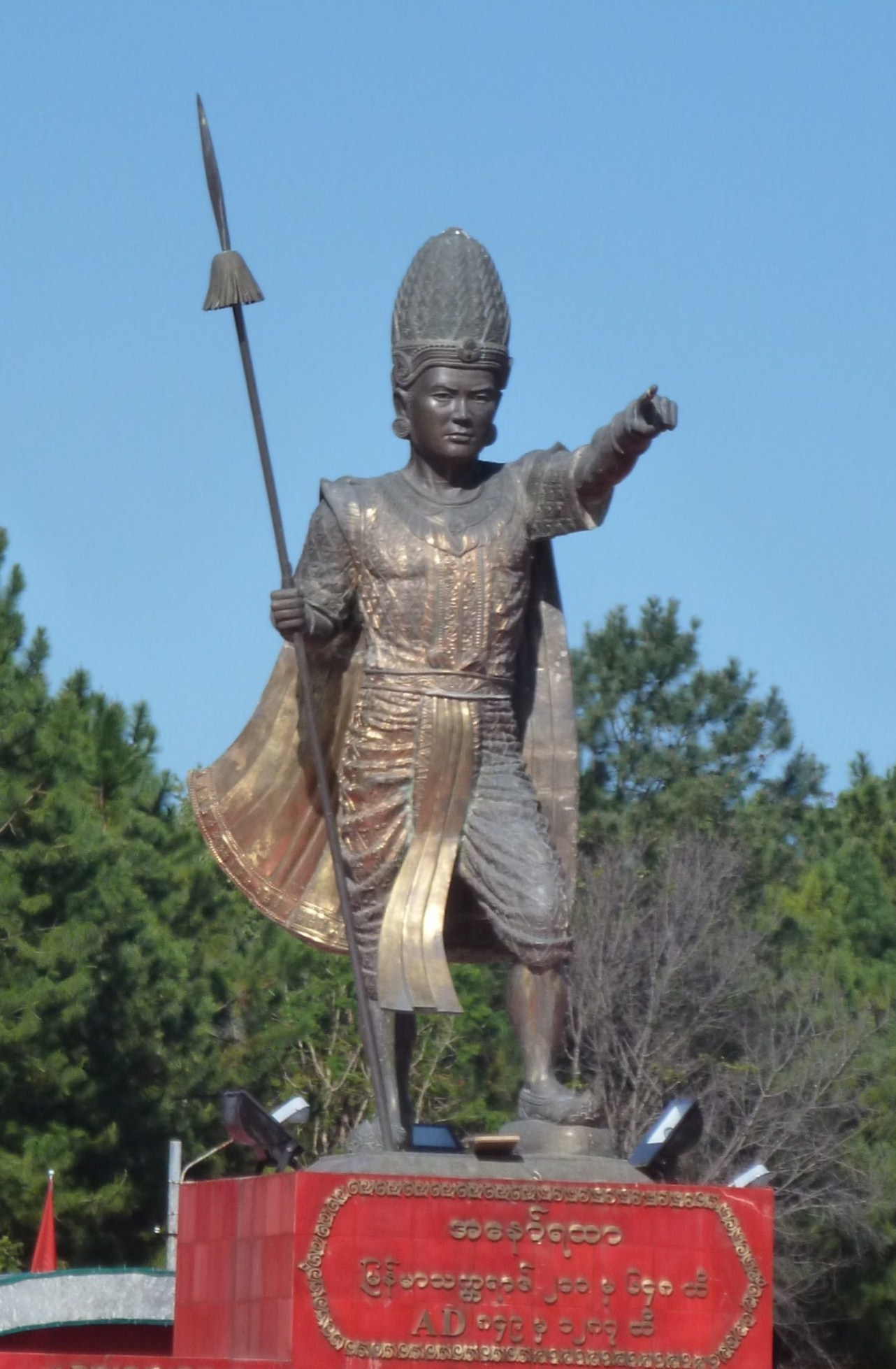
Statue von König Anawrahta vor der Militärakademie in Pyin U Lwin

Ab dem 11. Jahrhundert führte die Zerstörung des Buddhismus auf dem indischen Festland der Mahayana den Niedergang herbei. König Anawrahta (1044–1078), der Gründer des Königreiches Bagan, nahm den buddhistischen Glauben des Theravada in seinem Land an und gründete zwischen dem 11. und 13. Jahrhundert zahlreiche Tempel. Heute sind in der Umgebung von Bagan noch die Reste von über 3000 Bauwerken erhalten. Zwar erregte der Aufstieg der Thai in Burma Aufsehen, doch der Theravada-Buddhismus ist der meistverbreitete Glauben in Myanmar. Während der Ayutthaya-Periode (14. bis 18. Jahrhundert) wurde außerdem der Theravada-Buddhismus in Thailand gestärkt, wo er heute ein fester Bestandteil der thailändischen Gesellschaft ist. In Laos und Kambodscha hat sich der Theravada-Buddhismus im 13. Jahrhundert ausgebreitet. Ab dem 14. Jahrhundert erstarkte der Islam, und Malaysia, Indonesien und der südliche Teil der Philippinen nahmen ihn an Stelle des Buddhismus an. Der Aufstieg Suhartos an die Macht im Jahr 1966 hat zu einer bemerkenswerten Renaissance des Buddhismus in Indonesien geführt. So wurde der Buddhismus eine der fünf offiziellen indonesischen Religionen. Heute gibt es etwa zehn Millionen Buddhisten in Indonesien, von denen ein Großteil chinesischer Abstammung ist.
Seit dem 19. und insbesondere seit dem 20. Jahrhundert wächst auch in den industrialisierten Staaten Europas, den USA und Australien die Tendenz, sich dem Buddhismus zuzuwenden. Organisationen wie die 1975 gegründete EBU (Europäische Buddhistische Union) haben sich zum Ziel gesetzt, diese Gruppen miteinander zu vernetzen und sie in einen Diskurs mit einzubeziehen. In vielen Ländern Europas wurde der Buddhismus gegen Ende des 20. Jahrhunderts öffentlich und staatlich als Religion anerkannt, allerdings nicht in Deutschland und der Schweiz.
Heutzutage gibt es weltweit etwa zwischen 250 und 500 Millionen Anhänger des Buddhismus. In Deutschland gibt es etwa 250.000 von ihnen.
Siehe auch: Buddhistischer Modernismus, Buddhismus im Westen